# Podhradí (kraj hradecki)
Podhradí – gmina w Czechach, w powiecie Jiczyn, w kraju hradeckim. Według danych z dnia 1 stycznia 2014 liczyła 425 mieszkańców.